# ロゴイエス
ロゴイエス（英: Logoyes）は、ロゴイエスジャパンがウェブサイト上で提供するDIY型のロゴ制作サービスである。

## 概要
アメリカ合衆国のナスダック上場のWeb.com社がウェブ上で提供するLOGOYES.COMの日本のフランチャイズ。アントレプレナードットコム株式会社がlogoyes.co.jpのURLで提供する。
ロゴイエスを使用するユーザーは、ロゴイエスが保有する1万点以上のシンボルマークから最適なものを選択し、フラッシュで提供されるブラウザ上で稼働するエディター上で、テキストの追加、フォントの選択、カラーの選択、サイズと配置の編集を行い、好みのロゴマークを作成できる。
日本では2008年8月にサービスが開始された。

### 特徴
- 一般のインターネットロゴ販売サイトと異なり、完成したロゴをダウンロードするだけでなく、ユーザーが自らのロゴをロゴイエスがブラウザ上で提供する専用のエディターによってDIY型で作成する仕組みとなっている。
- 一般のインターネット上で提供されるロゴ作成サービスは、インターネットを介したデザイナーとのやり取りをする必要があるが、ロゴイエスはユーザーが自らのロゴをDIY型で作成し、その場で購入する仕組みとなっているため完成までに時間を要さない。